# LGV Bombay–Ahmedabad
 (2024).
 (septembre 2024).

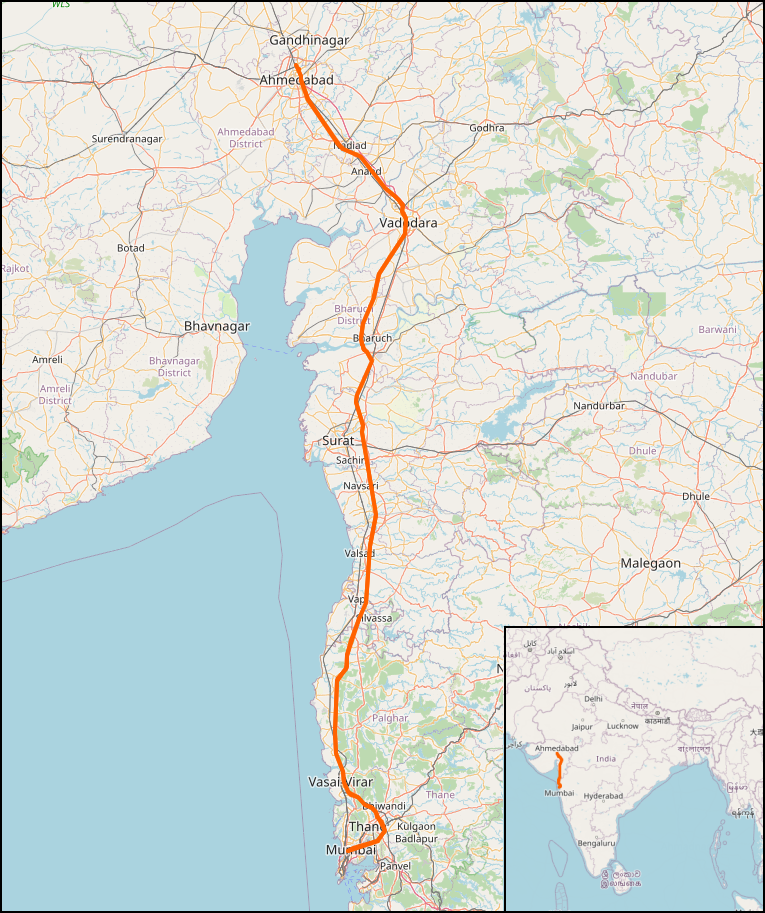
Tracé prévu

La LGV Bombay–Ahmedabad est une ligne à grande vitesse actuellement en construction en Inde, où elle sera la première de son genre. D'une longueur de 508 km, elle doit relier Bombay à Ahmedabad. Sa construction a démarré en avril 2020. Début 2025, les travaux sont très avancés.